# Chris Froome
Christopher „Chris“ Froome OBE (* 20. Mai 1985 in Nairobi, Kenia) ist ein kenianisch-britischer Radrennfahrer. Zwischen 2013 und 2018 fuhr er als Kapitän des Team Sky und gilt mit sieben Grand-Tour-Siegen als einer der erfolgreichsten Radsportler der 2010er Jahre. Er gewann viermal die Tour de France (2013, 2015, 2016, 2017), wobei ihm im Jahr 2017 das Double mit der Vuelta a España gelang. Im Jahr darauf gewann er auch den Giro d’Italia, womit er erst der dritte Fahrer war der saisonübergreifend alle drei Grand Tours innerhalb von einem Jahr für sich entschied. Weiterhin holte er zweimal die Bronzemedaille im Einzelzeitfahren der Olympischen Spiele.

## Sportlicher Werdegang

### Anfänge in Afrika
Chris Froome wurde am 20. Mai 1985 in Nairobi als jüngster von drei Brüdern geboren. Seine Eltern stammten aus England und waren nach Kenia ausgewandert, wo sein Vater ein Reiseunternehmen führte. Nach der Scheidung seiner Eltern verließ sein Vater die Familie und zog nach Südafrika, während seine Mutter die drei Kinder großzog. Im Alter von 13 Jahren ging Chris Froome bei seinem ersten Radrennen an den Start, wo seine Mutter den Kontakt zu seinem späteren Mentor David Kinjah herstellte, der Pionierarbeit im Profiradsport in Kenia leistete und einen Verein für arme Kinder leitete. Laut David Kinjah war Chris Froome damals nicht besser als seine anderen Schützlinge, wenngleich er etwas besonderes an sich hatte.
Mit 14 Jahren zog Chris Froome nach Südafrika, wo er in Johannesburg ins Internat der St. Andrew's School ging. In den Ferien kehrte er jedoch regelmäßig nach Kenia zurück. Nach der High School begann Chris Froome ein Wirtschaftsstudium, das er jedoch nach zwei Jahren abbrach, um sich auf seine Radsportkarriere zu fokussieren. Nachdem er sich anfangs dem Mountainbikesport gewidmet hatte, reiste er im Jahr 2006 als 20-jähriger nach Melbourne, wo er an den Commonwealth Games teilnahm. Er ging damals unter kenianischer Flagge im Einzelzeitfahren und Straßenrennen der Junioren an den Start und belegte dabei die Plätze 17 und 25. Aufgrund seiner Leistungen wurde nun erstmals sein späterer Teamchef Dave Brailsford auf ihn aufmerksam.
Wenige Monate nach seinem 21. Geburtstag schaffte Chris Froome den Sprung nach Europa und nahm an den Straßenradsport-Weltmeisterschaften von Salzburg teil. Im Einzelzeitfahren des Klasse U23 kollidierte er wenige Meter nach dem Start mit einem Rennkommissar, da er die erste Kurve falsch eingeschätzt hatte. Er belegte schlussendlich den 36. Rang, wobei ihm rund dreieinhalb Minuten auf den siegreichen Belgier Dominique Cornu fehlten. Im Straßenrennen erreichte er das Ziel als 45. mit der ersten größeren Gruppe.

### Erster Vertrag beim Team Konica Minolta
Im Jahr 2007 unterschrieb Chris Froome im Alter von 21 Jahren seinen ersten Vertrag beim südafrikanischen UCI Continental Team Konica Minolta. Sein erstes Rennen bestritt er unter kenianischer Flagge beim Giro del Capo, den er als bester Fahrer seiner Mannschaft auf dem sechsten Gesamtrang beendete. Nachdem er die U23-Austragung von Lüttich–Bastogne–Lüttich bestritten hatte, feierte er seinen ersten internationalen Erfolg beim Giro delle Regioni, wo er die 5. Etappe in Montepulciano vor dem Franzosen Cyril Gautier gewann. Die italienische Nachwuchsrundfahrt zählte damals zum UCI Nations’ Cup U23, wobei Chris Froome in der länderübergreifenden Mannschaft des World Cycling Centre (WCC) an den Start ging. Kurz nach seinem 22. Geburtstag gewann Froome sein erstes Rennen in der Elite-Klasse, als er sich im Mai auf der 6. Etappe der Tour of Japan in Izu durchsetzte.
In der zweiten Saisonhälfte ging Chris Froome bei den Afrikaspielen an den Start und holte im Straßenrennen hinter Daryl Impey und Frekalsi Debesay die Bronzemedaille. Wenige Tage später gewann er bei den UCI-B-Weltmeisterschaften in Kapstadt die Silbermedaille im Einzelzeitfahren. Ein weiteres nennenswertes Ergebnisse im Jahr 2007 war ein zweiter Etappenrang beim GP Tell, den er bei einer anspruchsvollen Bergankunft in Arosa hinter dem Schweizer Mathias Frank belegte. Weiters nahm er an den Straßenradsport-Weltmeisterschaften von Stuttgart in der Klasse U23 teil.

### Wechsel zu Barloworld

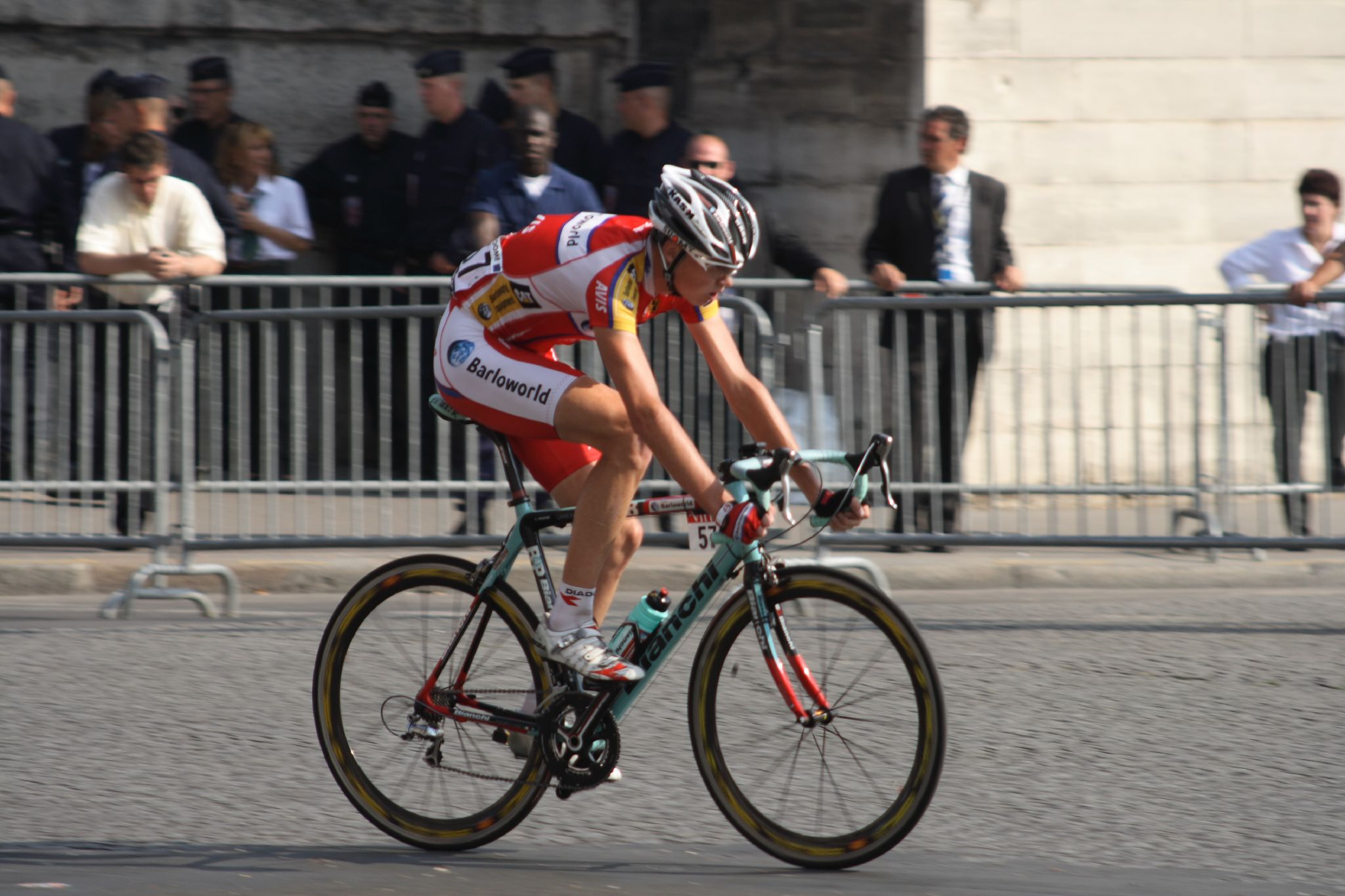
Im Jahr 2008 gab Chris Froome sein Debüt bei der Tour de France

Mit der Saison 2008 wechselte Chris Froome auf Initiative des Südafrikaners Robbie Hunter zum britischen Team Barloworld, das als UCI Professional Continental Team an den größten Rennen des Radsportkalenders teilnahm. Da er auch einen britischen Pass besaß, fuhr er nun an unter der Flagge des Vereinigten Königreichs. Im Frühjahr kehrte er zum Giro del Capo zurück, wo er hinter seinem Teamkollegen Christian Pfannberger Zweiter der Gesamtwertung wurde. Im März entschied er die Nachwuchswertung der Volta ao Distrito de Santarém für sich, ehe er mehrere Frühjahresklassiker bestritt und auch bei Paris–Roubaix und Lüttich–Bastogne–Lüttich an den Start ging. Obwohl er im Anschluss keine nennenswerten Resultate einfahren konnte, wurde Chris Froome im Alter von 23 Jahren als erster in Kenia geborener Fahrer für die Tour de France nominiert. Diese nahm er wenige Wochen nach dem Tod seiner Mutter in Angriff, die aufgrund einer Krebserkrankung im Jahr 2008 verstarb. Seine beste Etappenplatzierung erreichte Froome auf dem 14. Abschnitt mit einem 17. Rang, ehe er seine erste Frankreich-Rundfahrt mit einem Rückstand von mehr als zwei Stunden auf dem 82. Gesamtrang beendete. Überschattet wurde sein Tour-de-France-Debüt von dem positiven Doping-Test seines Teamkollegen Moisés Dueñas, der im Vorfeld der 11. Etappe aus dem Rennen genommen wurde. Am Ende der Saison wurde Froome Dritter des Giro dell’Appennino, ehe er den vierten Gesamtrang bei der Herald Sun Tour belegte.
Zu Beginn der Saison 2009 wurde Froome bei der Tour Méditerranéen Etappendritter am Mont Faron, ehe er das zweite Eintagesrennen des reformierten Giro del Capo gewann. Dabei legte er die letzten 30 Kilometer als Solist zurück und setzte sich mit einem Vorsprung von rund dreieinhalb Minuten durch. Im Mai ging Chris Froome erstmals beim Giro d’Italia an den Start, wo er mit einem Rückstand von einer Stunde und 15 Minuten den 36. Gesamtrang belegte. Bei den britischen Meisterschaften erreichte er das Ziel in der ersten Gruppe musste sich im Sprint um die Medaillen jedoch Kristian House, Daniel Lloyd und Peter Kennaugh geschlagen geben. Am Ende der Saison wurde er erstmals für die Elite-Rennen der Straßenradsport-Weltmeisterschaften nominiert und belegte im Einzelzeitfahren den 18. Rang.

### Wechsel zum Sky Procycling Team

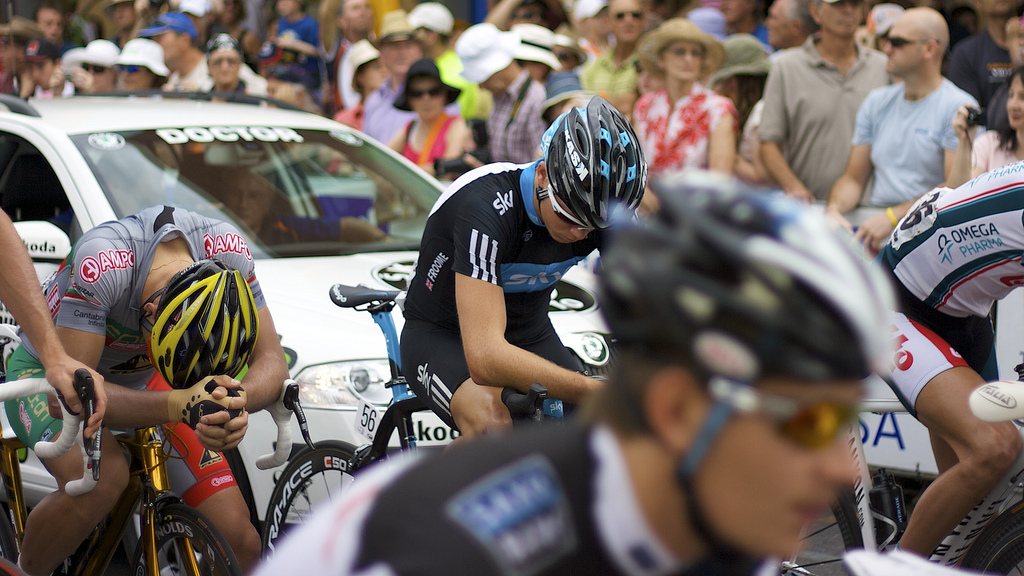
Froome bei der Tour Down Under 2010

Bereits im September des Jahres 2009 wurde der Wechsel von Chris Froome zum britischen UCI WorldTeam Sky Procycling bekanntgegeben. Die von Dave Brailsford gegründete Mannschaft sicherte sich zudem die Dienste seines Teamkollegen Geraint Thomas, mit dem Froome bereits eine Saison bei Barloworld gefahren war. Ziel des Teams war es binnen fünf Jahren den ersten britischen Tour-de-France-Sieger zu stellen, wobei Bradley Wiggins als Kapitän unter Vertrag genommen wurde. In seiner ersten Saison beim Sky Procycling Team konnte der zwischenzeitlich 25-jährige Froome nicht überzeugen. Er bestritt seinen zweiten Giro d’Italia, wurde auf der 19. Etappe jedoch disqualifiziert, nachdem er sich, um die Etappe trotz Kniebeschwerden beenden zu können, in einem Anstieg von einem Polizeimotorrad hatte ziehen lassen. Als Grund für seine inkonstanten Leistungen wurde später ein Bilharziose-Befall genannt, den sich Chris Froome bei einem Aufenthalt in Afrika zugezogen hatte. Diese Wurmerkrankung führt zur Zerstörung von Erythrozyten. Nachdem die Krankheit von europäischen Ärzten übersehen worden war, erhielt Froome die Diagnose in Kenia, als er im Vorfeld eines routinemäßigen UCI-Blutpasstests um eine Untersuchung eines einheimischen Arztes bat. Am Ende der Saison holte Chris Froome hinter seinem Teamkollegen Bradley Wiggins die Silbermedaille bei den britischen Zeitfahrmeisterschaften, ehe er bei den Commonwealth Games in Neu-Delhi an den Start ging und den fünften Platz belegte.

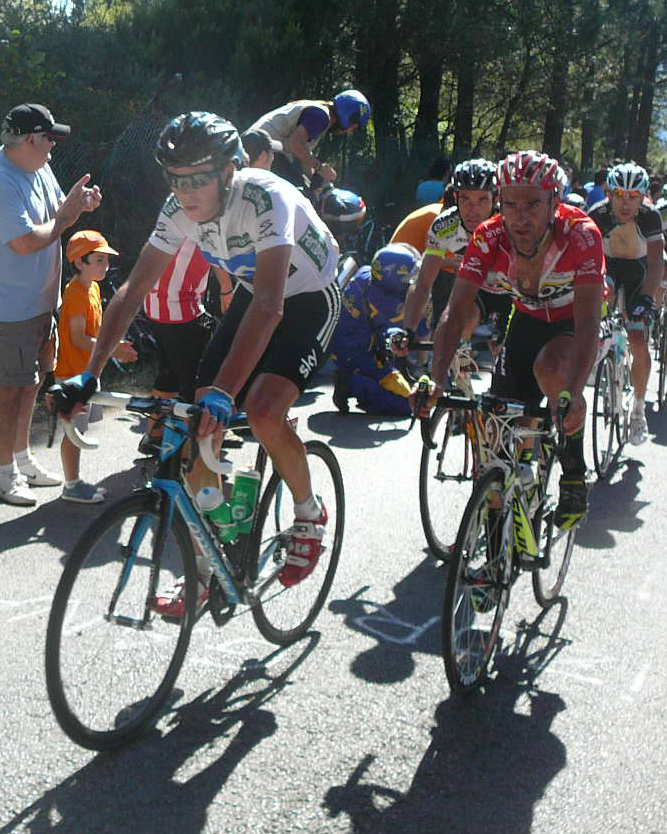
Chris Froome (weiß) und Juan José Cobo (rot) bei der Vuelta a España 2011

Nach einer seiner durchwachsen ersten Saison beim Sky Procycling Team gelang Chris Froome schließlich der Durchbruch bei der Vuelta a España 2011. Nachdem er zuvor keine nennenswerten Resultate einfahren hatte können, ging er bei dieser als Helfer von Bradley Wiggins an den Start, der die Tour de France zuvor mit einem Schlüsselbeinbruch frühzeitig aufgegeben hatte. Bei der Spanien-Rundfahrt hielt sich Chris Froome auf den ersten Abschnitten schadlos, ehe er die erste anspruchsvolle Bergankunft von La Covatilla mit einem Rückstand von nur sieben Sekunden auf dem fünften Etappenrang beendete. Tags drauf wurde er im 47 Kilometer langen Einzelzeitfahren von Salamanca Zweiter hinter dem Deutschen Tony Martin, wobei er die Strecke 23 Sekunden schneller als Bradley Wiggins absolvierte. Zugleich übernahm er das Rote Trikot des Gesamtführenden und lag 20 Sekunden vor seinem Kapitän, der zu diesem Zeitpunkt hinter dem Dänen Jakob Fuglsang Gesamtdritter war. Obwohl Chris Froome die Gesamtführung übernommen hatte musst er sich im Team weiterhin Bradley Wiggins unterordnen, da dieser nach wie vor als größter Hoffnungsträger galt. Auf der nachfolgenden 11. Etappe stellte sich Froome bei der Bergankunft des Cabeza de Manzaneda in die Dienste seines Teamkollegen und musste nach einem Zeitverlust von 27 Sekunden das Rote Trikot an seinen Kapitän abgeben. Nachdem die beiden Briten ihre Platzierungen auf den nachfolgenden Etappen verteidigen konnten, gewann der Spanier Juan José Cobo die Bergankunft auf dem Alto de Angliru und übernahm zugleich die Gesamtführung. Chris Froome erwies sich in den steilen Rampen des Schlussanstiegs als einer der stärksten Fahrer und distanzierte seinen Kapitän, der nun auf den dritten Gesamtrang zurückfiel. Zwei Tage später gewann Chris Froome die Bergankunft auf dem Peña Cabarga und feierte so seinen ersten Grand-Tour-Etappensieg. Zudem etablierte er sich neben Juan José Cobo als stärkster Fahrer, während Bradley Wiggins weiter an Zeit verlor. Vor den verblieben vier Etappen lag Froome nur 13 Sekunden hinter dem Gesamtführenden Spanier zurück, wobei sich die abschließenden Etappen als zu wenig selektiv erwiesen. Schlussendlich erreichte Chris Froome Madrid als Gesamtzweiter, während mit Bradley Wiggins ein weiterer Fahrer des Sky Procycling Team auf dem Podium stand. Im Jahr 2019 wurde Juan José Cobo nachträglich aufgrund von Unregelmäßigkeiten im Biologischen Blutpass für den Zeitraum von 2009 bis 2011 gesperrt, womit ihm der Gesamtsieg bei der Vuelta a España aberkannt wurde. Dieser ging somit an Chris Froome über der so mit 26 Jahren seine erste Grand Tour gewann. Nach seinem Podestplatz bei der Vuelta a España stand Chris Froome nach eigener Aussage kurz vor einem Teamwechsel. Berichten zufolge flog Dave Brailsford, der Teamchef des Sky Procycling Team mit einem Privatjet nach Spanien, um seinen Schützling selbst ein neues Vertragsangebot zu unterbreiten. Fünf Tage nach dem Ende der Vuelta a España verlängerte Froome seinen um drei weitere Jahre, wobei er im Vorfeld der Spanien-Rundfahrt aufgrund seiner Leistungen kurz vor dem Rauswurf gestanden war.

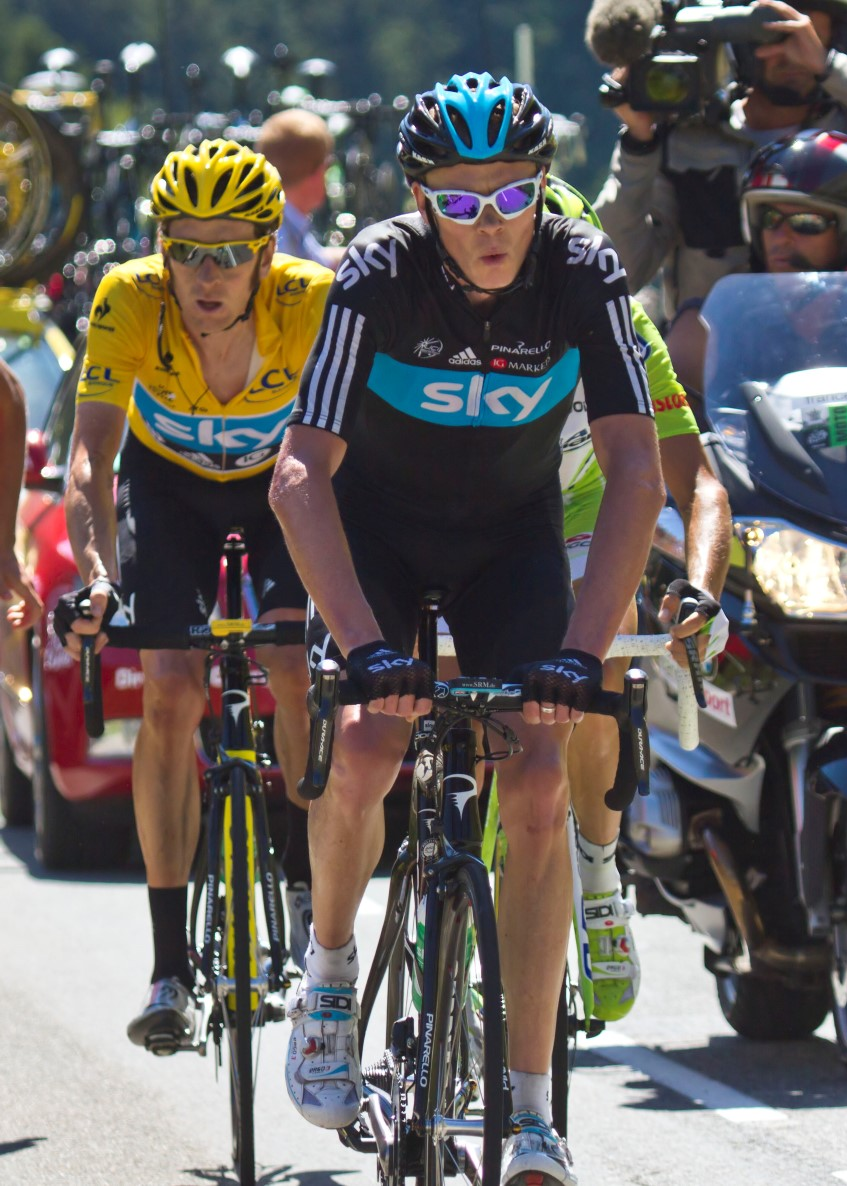
Chris Froome (vorne) und Bradley Wiggins (gelb) bei der Tour de France 2012

Im Frühjahr 2012 musste Chris Froome die Algarve-Rundfahrt aufgrund einer Erkrankung frühzeitig verlassen. Zudem wurde bei ihm durch Bluttests erneut der Schistosoma-Parasit nachgewiesen. Nach seiner Genesung stellte er sich erneut in die Dienste von Bradley Wiggins und verhalf diesem zu Gesamtsiegen bei der Tour de Romandie und dem Critérium du Dauphiné. Bei letzterer belegte er jedoch selbst den vierten Gesamtrang und zeigte somit im Vorfeld der Tour de France mit einer aufsteigenden Formkurve auf. Dennoch wurde Bradley Wiggins vom Sky Procycling Team erneut die klare Kapitänsrolle zugeschrieben. Nach Platz elf im Prolog, erlitt Chris Froome im Finale der 1. Etappe einen Reifenschaden und büßte mehr als eine Minute auf die restlichen Gesamtklassement-Fahrer ein. Im Anschluss gewann er jedoch die 7. Etappe, die mit der ersten Bergankunft auf der Planche des Belles Filles zu Ende ging. Dabei setzte er sich vor dem Vorjahressieger Cadel Evans und seinem Kapitän Bradley Wiggins durch, der das Gelbe Trikot übernahm. Noch vor dem ersten Ruhetag rückte Chris Froome mit Platz zwei im Einzelzeitfahren der 9. Etappe auf den dritten Gesamtrang vor, wobei er rund zwei Minuten hinter Bradley Wiggins zurücklag. In der zweiten Woche führte die Frankreich-Rundfahrt durch die Alpen, wobei auf dem 11. Abschnitt eine weitere Bergankunft in La Toussuire auf dem Programm stand. Rund vier Kilometer vor dem Ziel trat Chris Froome an und distanzierte seinen gesamtführenden Kapitän kurzzeitig, ehe er sich erneut zurückfallen ließ, um diesen zu unterstützen. Nach der Etappe rückte Froome auf den zweiten Gesamtrang vor und es kam zu Spekulationen ob er sich auch für die restliche Tour in die Dienste von Bradley Wiggins stellen würde. Obwohl sich Chris Froome auch in den Pyrenäen als stärkerer Fahrer erwies und seinen Kapitän im Anstieg des Col de Peyresourde kurzzeitig distanzierte, griff er kein weiteres Mal an, womit Bradley Wiggins als erster britischer Tour-de-France-Sieger in Paris einfuhr. In späteren Interviews meinte Froome, dass er jedoch überlegt hatte erneut anzugreifen, um das Rennen selbst zu gewinnen. Schlussendlich belegte er jedoch den zweiten Gesamtrang mit einem Rückstand von drei Minuten und 21 Sekunden.
Nach der Tour de France ging Chris Froome bei den Olympischen Spielen von London an den Start, wo er hinter Bradley Wiggins und Tony Martin die Bronzemedaille im Einzelzeitfahren holte. Am Ende der Saison erhielt er die Möglichkeit das Sky Procycling Team bei der Vuelta a España anzuführen, musste sich als Gesamtvierter jedoch den drei Spaniern Alberto Contador, Joaquim Rodríguez und Alejandro Valverde geschlagen geben. Mit einem Rückstand von mehr als zehn Minuten verpasste er das Podium zudem deutlich.

### Tour-de-France-Siege

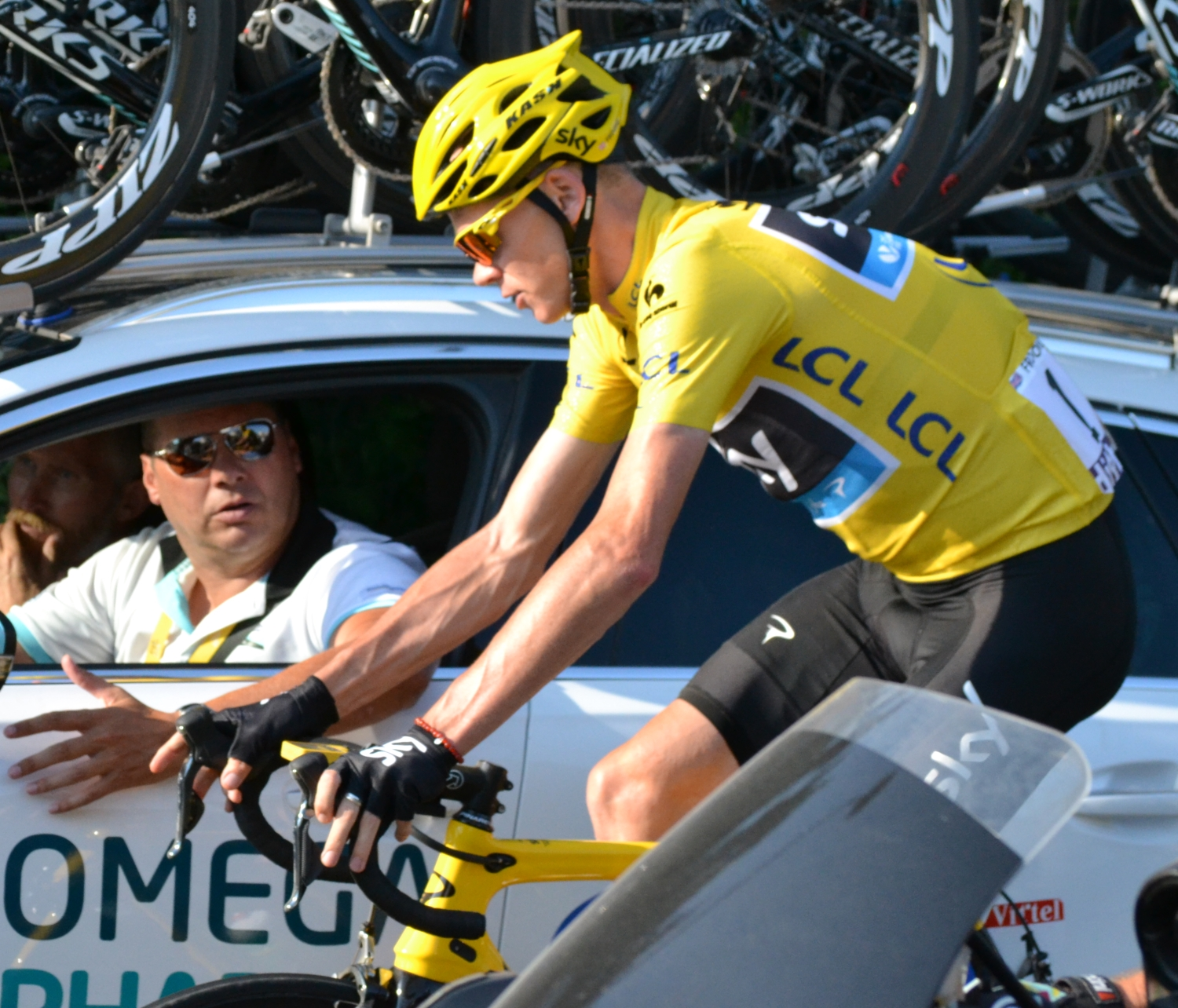
Im Jahr 2013 gewinnt Chris Froome seine erste Tour de France

Im Jahr 2013 erhielt Chris Froome erstmals die Kapitänsrolle bei der Tour de France, nachdem Bradley Wiggins bereits im Januar ankündigte den Giro d’Italia zu bestreiten. Sein Saison-Debüt gab Froome bei der Tour of Oman, bei der er die Gesamtwertung, eine Etappe und die Punktewertung für sich entschied. Bei Tirreno–Adriatico gewann er die Bergankunft von Prati di Tivo, musste sich in der Gesamtwertung jedoch dem Italiener Vincenzo Nibali geschlagen geben, der die Tour de France im Vorjahr als Gesamtdritter beendet hatte. In seiner weiteren Vorbereitung auf die Frankreich-Rundfahrt sicherte sich Froome den Gesamtsieg beim Critérium International, der Tour de Romandie und dem Critérium du Dauphiné, wobei er bei allen Rundfahrten auch eine Etappe für sich entschied. Bei der Tour de France kam Chris Froome in der neutralisierten Startphase auf der 1. Etappe zu Sturz, konnte das Rennen jedoch ohne Probleme fortsetzen. Mit Rang drei im Mannschaftszeitfahren von Nizza brachte er sich im Anschluss in eine gute Ausgangsposition, ehe er die erste Bergankunft in Ax-3 Domaines mit einem Vorsprung von 51 Sekunden vor seinem Teamkollegen Richie Porte gewann. Im Gelben Trikot fahrend baute er seinen Vorsprung im ersten Einzelzeitfahren weiter aus, ehe er auf der windigen 13. Etappe rund eine Minute einbüßte. Zwei Tage später gewann er jedoch die Bergankunft am Mont Ventoux und lag vor den abschließenden Alpen-Etappen bereits vier Minuten vor den restlichen Fahrern. Nachdem er mit dem zweiten Einzelzeitfahren seine dritte Etappe gewonnen hatte, verlor er bei der letzten Bergankunft 29 Sekunden gegenüber dem jungen Kolumbianer Nairo Quintana, ehe er tags drauf mit einem Vorsprung von vier Minuten und 20 Sekunden als klarer Sieger in Paris einfuhr. Im Alter von 28 Jahren wurde Chris Froome somit der erste in Afrika geborene Radsportler, der das größte Radrennen der Welt gewinnen konnte. Am Ende der Saison holte er mit seinen Teamkollegen die Bronzemedaille im Mannschaftszeitfahren der Straßenradsport-Weltmeisterschaften von Florenz. Im Oktober erhielt er mit dem Vélo d’Or die Auszeichnung des besten Radsportlers der Saison.

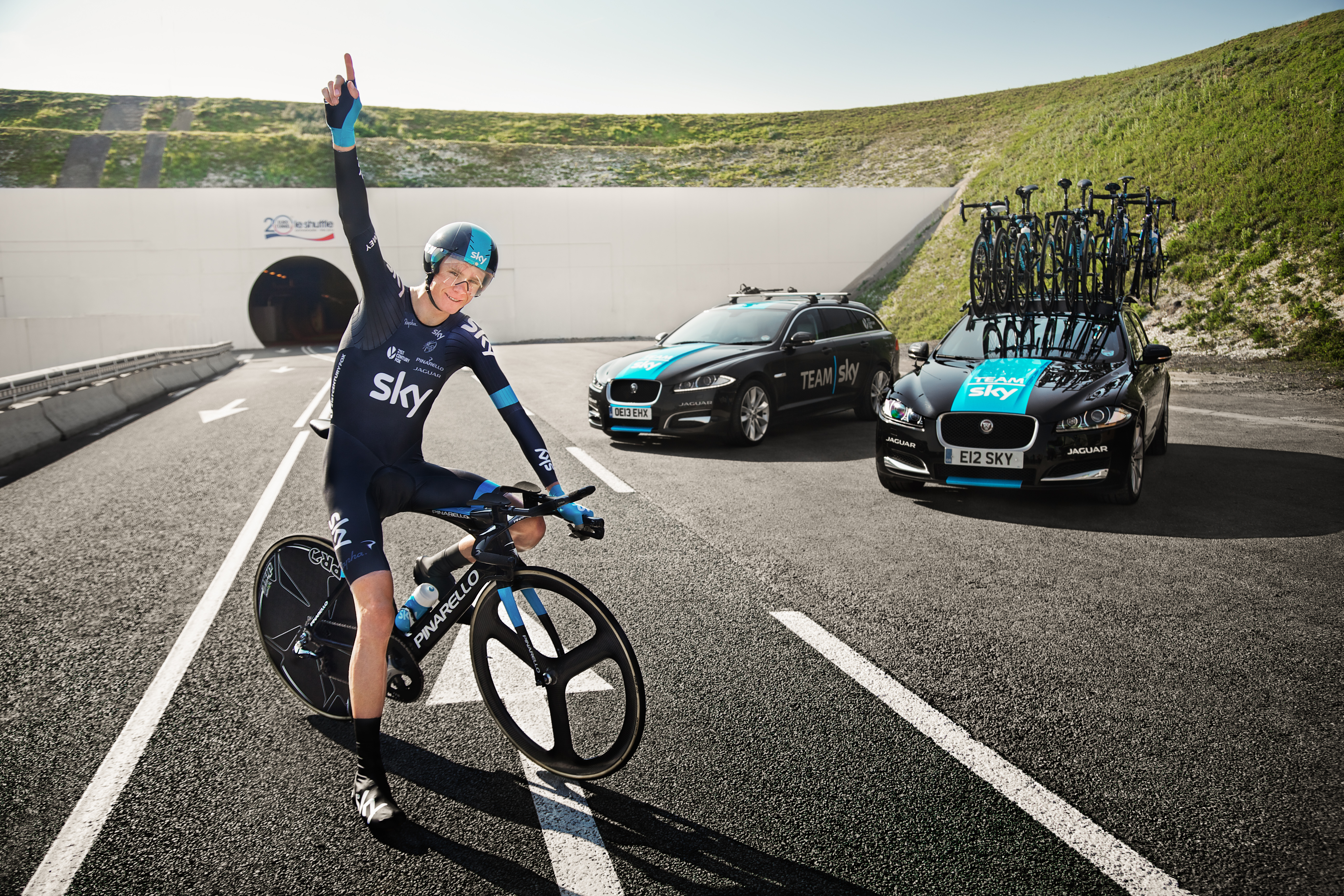
Im Jahr 2014 fuhr Chris Froome als erster Mensch mit dem Fahrrad durch den Eurotunnel

Nach seinem ersten Tour-de-France-Sieg startete Chris Froome erneut bei der Tour of Oman in die neue Saison, wobei er seinen Gesamtsieg aus dem Vorjahr wiederholte. Aufgrund einer Erkrankung verpasste er Tirreno–Adriatico und kehrte bei der Katalonien-Rundfahrt ins Renngeschehen zurück, wo er den sechsten Gesamtrang belegte. Im Anschluss gewann er die Tour de Romandie nachdem er die Gesamtführung mit erst mit einem Sieg im abschließenden Zeitfahren vom Slowenen Simon Špilak übernahm. Beim Critérium du Dauphiné setzte sich Chris Froome auf den ersten beiden Etappen durch und trug das Gelbe Trikot des Gesamtführenden für sechs Tage, ehe er es an den Spanier Alberto Contador abgeben musste. Auf der letzten Etappe rutschte er auf den 12. Gesamtrang ab, entschied jedoch die Punktewertung für sich. Trotz seiner Niederlage beim Critérium du Dauphiné ging Chris Froome neben Alberto Contador und Vincenzo Nibali als Top-Favorit bei der Tour de France an den Start. Auf den ersten drei Etappen, die durch seine Heimat Großbritannien führten, hielt er sich schadlos, ehe er auf dem 4. Abschnitt das erste Mal zu Sturz kam. Tags drauf stürzte er auch auf der verregneten 5. Etappe und gab das Rennen frühzeitig auf. Am Ende der Saison ging er als Kapitän bei der Vuelta a Espana an den Start, wo er sich als einer der stärksten Fahrer erwies, den späteren Gesamtsieger Alberto Contador jedoch nicht entscheidend distanzieren konnte. Nach vier zweiten Etappenplatzierungen belegte er auch in der Gesamtwertung den zweiten Rang, wobei sein Rückstand auf den siegreichen Spanier letztendlich eine Minute und 10 Sekunden betrug.

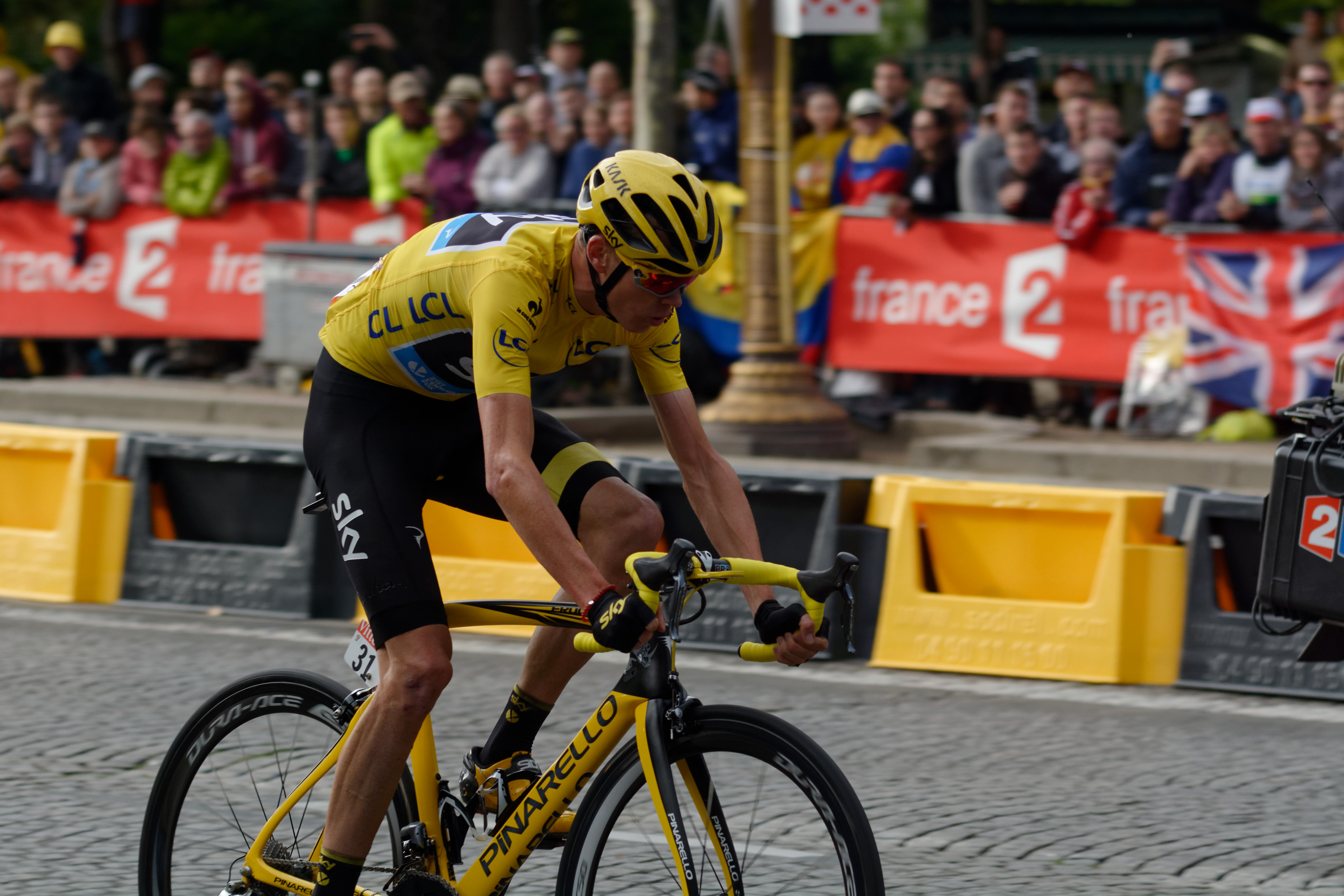
Chris Froome gewinnt die Tour de France 2015

Im Jahr 2015 gab Chris Froome sein Saison-Debüt bei der Andalusien-Rundfahrt die er nach einem Etappensieg mit einem Vorsprung von nur zwei Sekunden vor Alberto Contador gewann. Nach Platz drei bei der Tour de Romandie, kehrte er zum Critérium du Dauphiné zurück und gewann die letzten beiden Bergankünfte, womit er seinen zweiten Gesamtsieg mit einem Vorsprung von zehn Sekunden vor dem US-Amerikaner Tejay van Garderen fixierte. Bei der Tour de France blieb er im Auftaktzeitfahren von Utrecht mit dem 39. Rang zunächst hinter seinen Fähigkeiten zurück, ehe er sich am 2. Etappentag im windigen Zeeland schadlos hielt und in die Top 10 der Gesamtwertung vorrückte. Auf der 3. Etappe wurde er hinter dem Spanier Joaquim Rodríguez Etappenzweiter auf der Mur de Huy und übernahm zugleich das Gelbe Trikot, das er auf der nachfolgenden Kopfsteinpflaster-Etappe jedoch an Tony Martin abgeben musste. Nach dem Ausfall des Deutschen schob sich Chris Froome jedoch wieder an die Spitze des Gesamtklassements. Ähnlich wie im Jahr 2013 gewann er im Anschluss die erste Bergankunft mit einem größeren Vorsprung und legte somit den Grundstein für seinen zweiten Tour-de-France-Gesamtsieg. Er erreichte die Alpen mit einem Vorsprung von etwas mehr als drei Minuten, ehe er bei den abschließenden Bergankünften von La Toussuire und Alpe d’Huez fast zwei Minuten gegenüber Nairo Quintana verlor, der die Rundfahrt wie im Jahr 2013 auf dem zweiten Gesamtrang beendete. Neben der Gesamtwertung setzte sich Chris Froome erstmals auch in der Bergwertung durch. Im Anschluss an die Tour de France ging Froome erneut bei der Vuelta a España an den Start. Auf den ersten Etappen konnte er zwar nicht überzeugen, blieb jedoch in Schlagdistanz, ehe er die Rundfahrt nach einem Sturz auf der 11. Etappe mit einem Kahnbeinbruch beendete.

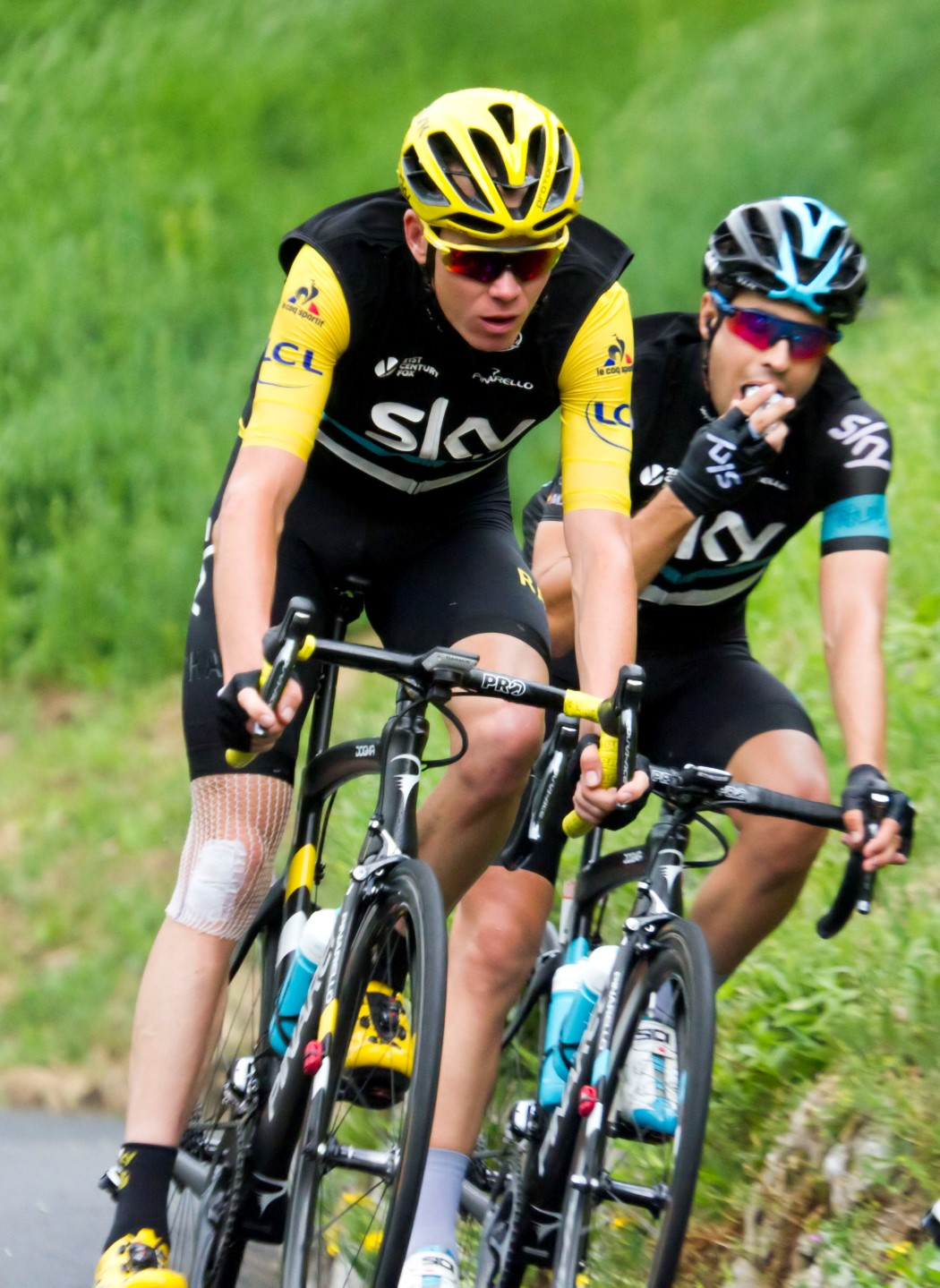
Im Jahr 2016 gewinnt Chris Froome seine dritte Tour de France

Im Frühjahr 2016 gewann Chris Froome mit der Herald Sun Tour sein erstes Saisonrennen. Er sicherte sich dabei nicht nur die Gesamtwertung, sondern auch die Bergwertung und eine Etappe. Ein weiterer Tagessieg folgte bei einer Bergankunft der Tour de Romandie in Villars-sur-Ollon, bevor der zwischenzeitlich 31-jährige Brite erneut das Critérium du Dauphiné im Vorfeld der Tour de France bestritt. Er gewann die Bergwertung von Vaujany und sicherte sich zwei Tage später seinen dritten Gesamtsieg bei der französischen Rundfahrt. Bei der Tour de France griff er erneut bei der ersten anspruchsvollen Bergetappe an, wobei er sich diesmal über die Kuppe des Col de Peyresourde absetzte und die anschließende Abfahrt als Solist absolvierte. Dabei nahm er eine unkonventionelle Position auf seinem Rad ein, als er auf seinem Oberrohr sitzend in die Pedale trat. Anders als in den vorangegangenen Jahren holte er jedoch nur 13 Sekunden heraus und verließ die Pyrenäen mit einem Vorsprung von weniger als einer Minute. Auf der 11. Etappe nutzte er eine Windkanten-Situation und setzte sich gemeinsam mit seinem Teamkollegen Geraint Thomas, sowie dem Weltmeister Peter Sagan und dessen Teamkollegen Madej Bodnar von den restlichen Fahrern ab, um seinen Vorsprung etwas weiter auszubauen. Tags drauf stand die Bergankunft auf dem Mont Ventoux auf dem Programm, wobei das Ziel aufgrund des starken Windes auf halbe Höhe zum Chalet Reynard verlegt wurde. Die vielen Zuseher, die sich nun auf wenigen Kilometern vor dem Ziel versammelten, versperrten nun den Begleitfahrzeugen den Weg, sodass eines Kamera-Motorräder abrupt anhalten musste. Als Folge dessen touchierte Richie Porte mit dem Motorrad, ehe auch Chris Froome und Bauke Mollema zu Sturz kamen. Da Chris Froome das Rennen auf seinem beschädigten Rad nicht fortsetzen konnte, nahm er die anschließenden Meter zu Fuß in Angriff, ehe er wenig später ein Rad vom neutralen Materialwagen erhielt. Froome hätte an jenem Tag viel Zeit eingebüßt, doch die Organisation entschlossen sich dazu die Zeitabstände vor dem Eklat zu nehmen. Auf den nachfolgenden Etappen überzeugte Chris Froome erneut mit seinen Fähigkeiten in den Einzelzeitfahren, wobei er das anspruchsvolle Bergzeitfahren nach Megève gewann. Schlussendlich fixierte er seinen dritten Tour-de-France-Sieg mit einem Vorsprung von etwa mehr als vier Minuten vor dem Franzosen Romain Bardet.
Im Anschluss an die Tour de France ging Chris Froome bei den Olympischen Spielen von Rio de Janeiro an den Start, wo er sich hinter Fabian Cancellara und Tom Dumoulin die Bronzemedaille im Einzelzeitfahren sicherte. Als letztes Saisonziel gab er einmal mehr die Vuelta a España aus und brachte sich zum Auftakt mit einem Etappensieg im Mannschaftszeitfahren in eine gute Ausgangsposition. Mit einem Etappensieg auf der 11. Etappe am Peña Cabarga schob er sich hinter Nairo Quintana auf den zweiten Gesamtrang, ehe er auf der 15. Etappe mit seinen Teamkollegen auf einem Flachstück abgehängt wurde rund zweieinhalb Minuten verlor. Nachdem er im Zeitfahren der 19. Etappe seinen zweiten Tageserfolg feierte, musste er sich schlussendlich nur Nairo Quintana mit einem Rückstand einer Minute und 23 Sekunden geschlagen geben.

### Grand Tour-Dominanz

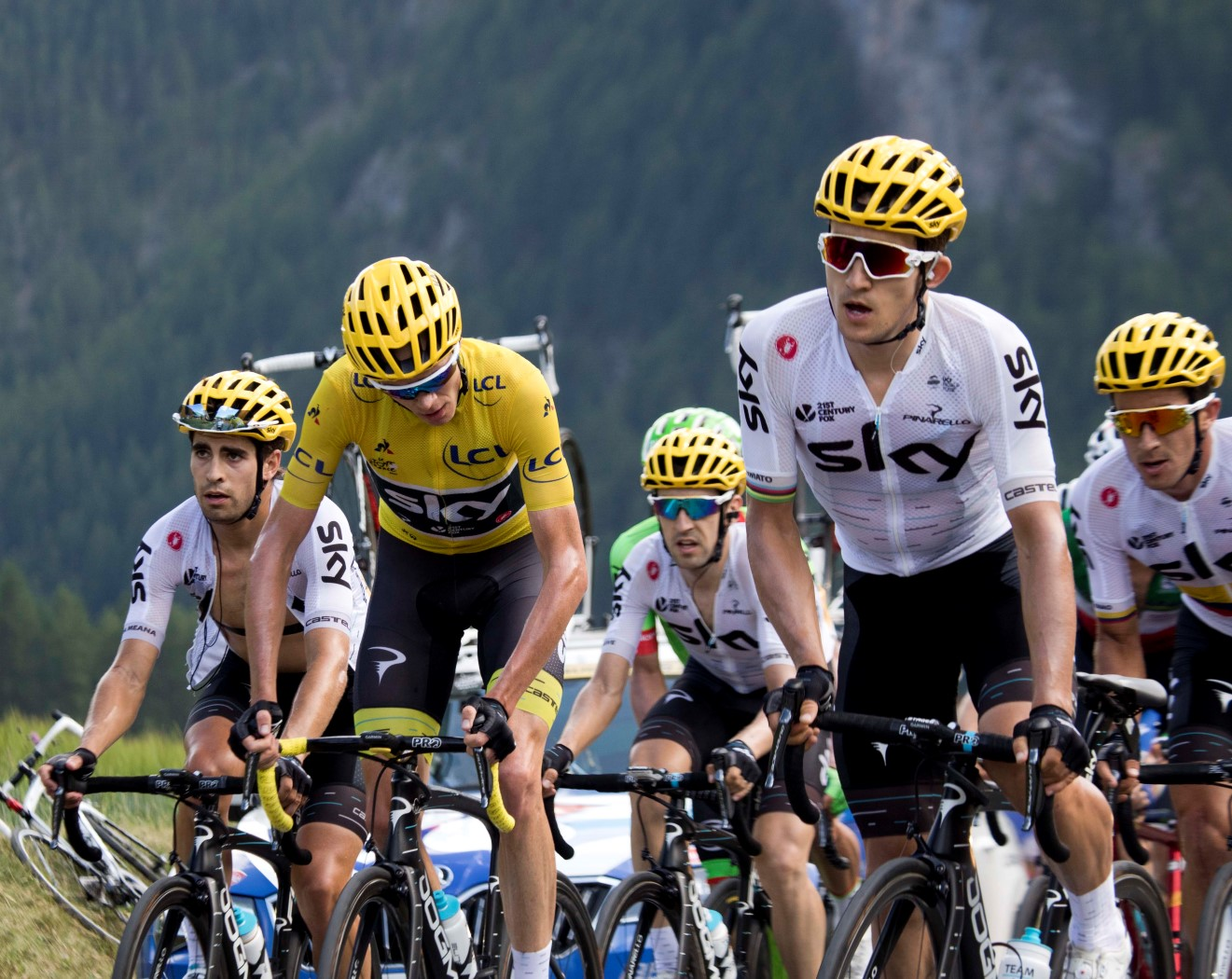
Chris Froome gewinnt die Tour de France 2017

Nach drei Tour de France Siegen in vier Jahren begann im Jahr 2017 eine Serie, die die Dominanz von Chris Froome bei den Grand Tours weiter untermauerte. Eine zentrale Rolle spielte dabei die Stärke des Team Sky, das aufgrund seines hohen Budgets Fahrer als Helfer verpflichten konnte, die bei anderen Teams die Rolle eines Kapitäns eingenommen hätten. Über die Jahre perfektionierte die Mannschaft die Taktik des sogenannten "Sky-Train", wobei die Helfer ein so hohes gleichmäßiges Tempo fuhren, das es kaum zu Angriffen von Kontrahenten kam. In der ersten Jahreshälfte blieb der zwischenzeitlich 31-jährige Froome jedoch hinter seinen früheren Leistungen zurück und konnte bei den vier kleineren Rundfahrten, die er bestritt, keinen Erfolg einfahren. Dennoch ging Chris Froome als Top-Favorit bei der Tour de France 2017 an den Start und belegte im Auftaktzeitfahren von Düsseldorf den sechsten Rang. Der Etappensieg und das erste Gelbe Trikot ging jedoch an seinen Teamkollegen Geraint Thomas, der nach dem Abgang von Richie Porte zum neuen Edelhelfer aufgestiegen war. Bei der ersten Bergankunft auf der Planche des Belles Filles übernahm Chris Froome mit dem dritten Rang die Gesamtführung von seinem Teamkollegen, ehe er diese auf der ersten Pyrenäen-Etappe an den Italiener Fabio Aru abgeben musste. Froome verlor dabei 22 Sekunden am steilen Flugplatz von Peyragudes und wurde somit erstmals in seiner Karriere von einem anderen Gesamtklassement-Fahrer aus dem Gelben Trikot verdrängt. Auf der hügeligen 14. Etappe holte er die Gesamtführung jedoch zurück, da Fabio Aru im hektischen Finale 25 Sekunden einbüßte. Vor den abschließenden Alpen-Etappen, lagen jedoch mit Fabio Aru, Romain Bardet und Rigoberto Urán vier Fahrer innerhalb von nur einer halben Minute. Chris Froome verteidigte jedoch das Gelbe Trikot, ehe er im abschließenden Einzelzeitfahren von Marseille seinen vierten Tour-de-France-Sieg fixierte. Sein Vorsprung auf Rigoberto Urán betrug schlussendlich 54 Sekunden.

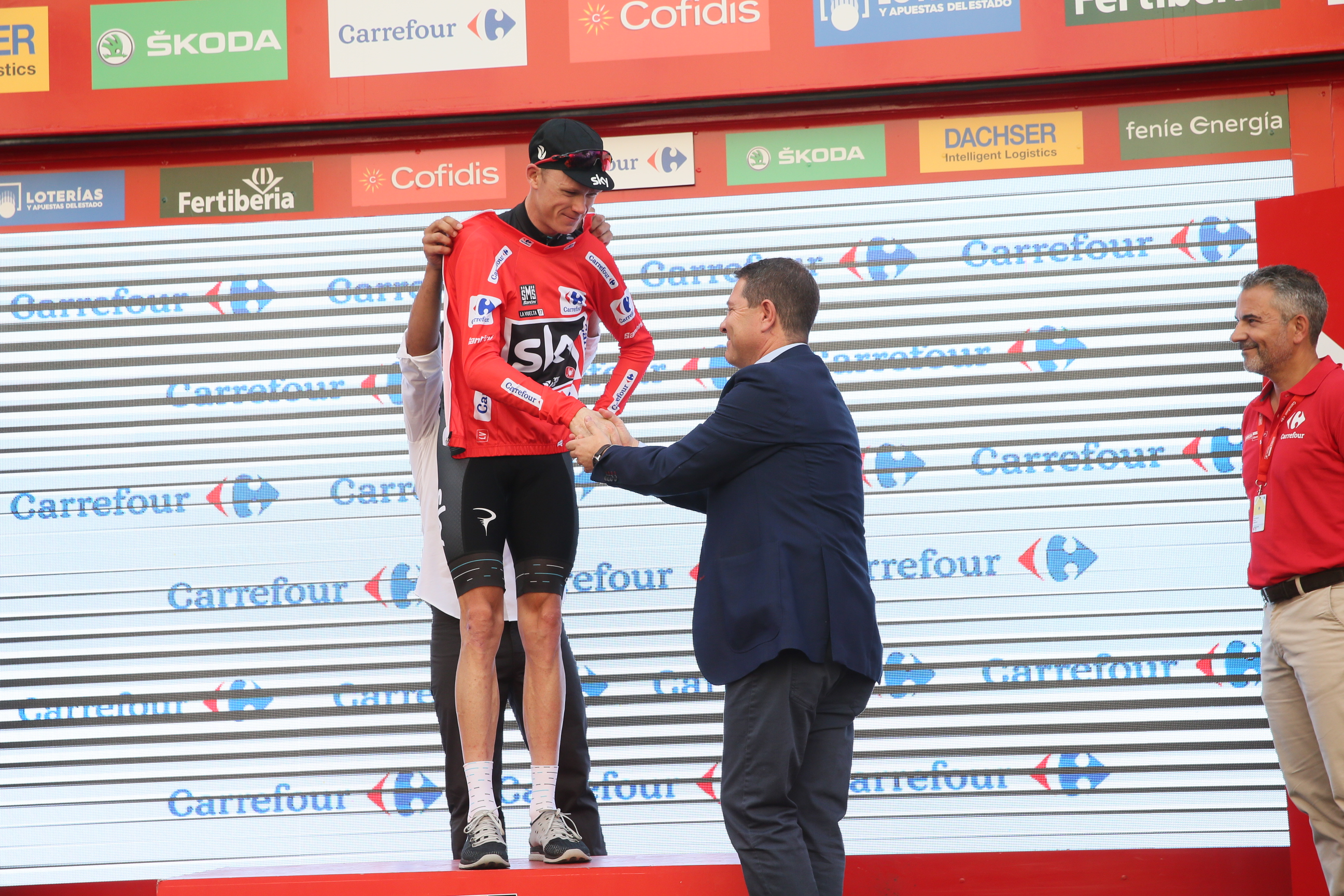
Nach der Tour de France gewinnt Chris Froome auch die Vuelta a España

Wenige Tage nach der Tour de France gab Chris Froome bekannt auch bei der Vuelta a España an den Start zu gehen. Nach zwei zweiten Plätzen in den Jahren 2014 und 2016 gab er diesmal das Tour-Vuelta-Double als Ziel aus, das zuvor nur Jacques Anquetil (1963) Bernard Hinault (1978) gelungen war. Gemeinsam mit seinen Teamkollegen belegte er im Mannschaftszeitfahren von Nîmes den dritten Rang, ehe er bereits auf der 3. Etappe das Rote Trikot des Gesamtführenden übernahm. Vor dem ersten Ruhetag gewann er die Bergankunft von Cumbre del Sol und baute seinen Vorsprung auf 36 Sekunden gegenüber dem Gesamtzweiten Kolumbianer Esteban Chaves aus. In der zweiten Woche präsentierte sich Vincenzo Nibali als größter Herausforderer von Chris Froome, wobei der Italiener den Briten nicht entscheidend distanzieren konnte. Nach dem zweiten Ruhetag gewann Chris Froome das Einzelzeitfahren der 16. Etappe und baute seinen Vorsprung auf fast zwei Minuten aus, ehe er tags drauf in der steilen Bergankunft von Los Machucos 42 Sekunden gegenüber Vincenzo Nibali einbüßte. Auf den letzten Abschnitten zeigte er jedoch keine Schwäche und fixierte auf der Alto de Angliru seinen ersten Gesamtsieg bei der Vuelta a España, da ihm jene Austragung aus dem Jahr 2011 erst 2019 zugesprochen wurde. Weiters gewann er auch die Punktewertung, die er sich am letzten Etappentag im Zielsprint sicherte. Am 13. Dezember 2017 gab die UCI bekannt, das bei Chris Froome nach der 18. Etappe die doppelte Menge der erlaubten Dosis von Salbutamol nachgewiesen worden war. Nachdem eine anfängliche Sperre in Aussicht gestellt wurde, verkündete die UCI am 2. Juli 2018 das Chris Froome ausreichende Beweise vorgelegt hatte, die ein Dopingverschulden ausschließen.

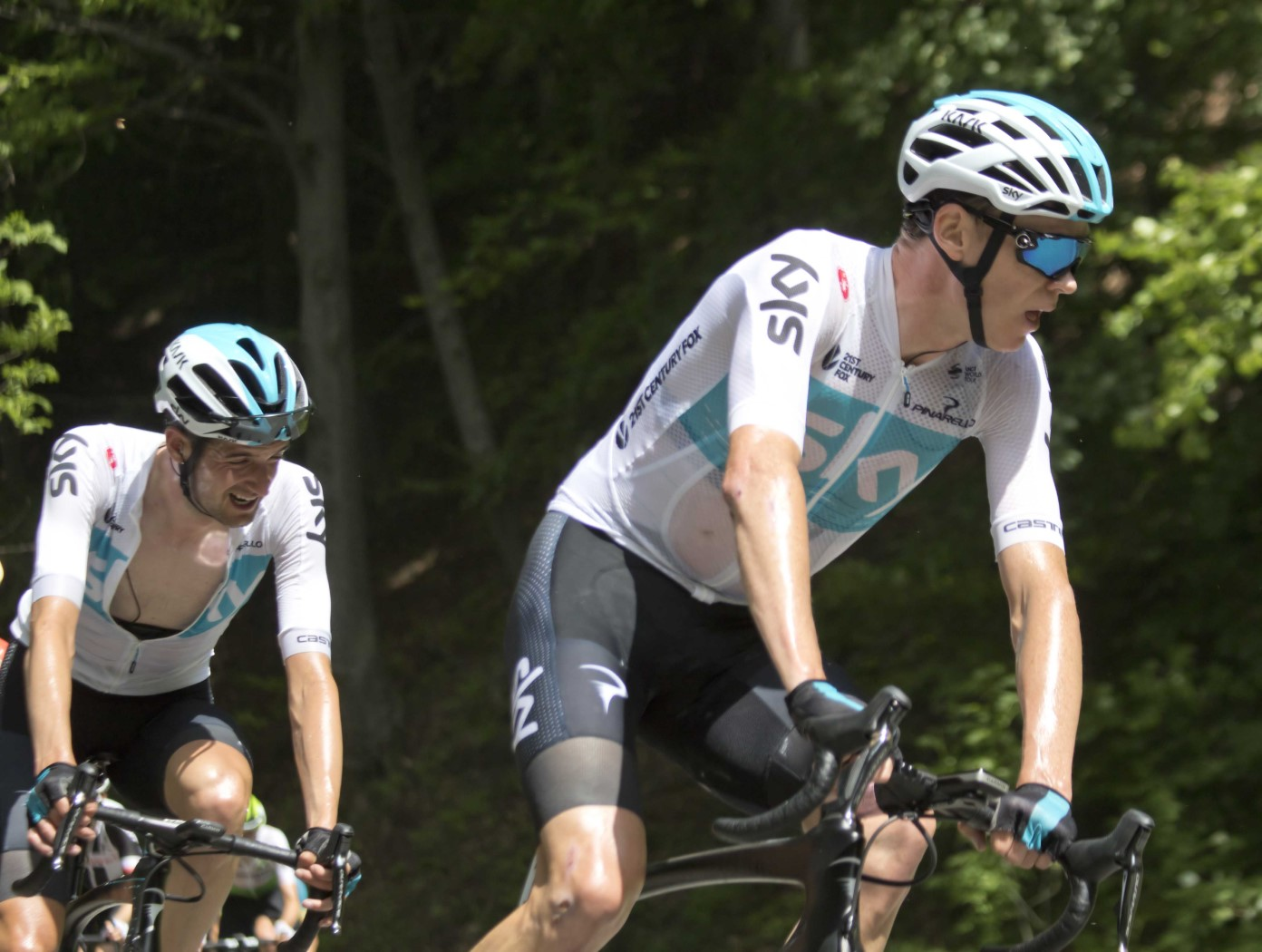
Mit einem Solo über 80 Kilometer legt Chris Froome (rechts) auf der 19. Etappe den Grundstein für seinen Gesamtsieg beim Giro d’Italia 2018

Am Ende der Saison 2017 ging Chris Froome bei den Straßenradsport-Weltmeisterschaften von Bergen an den Start. Er gewann die Bronzemedaille im Einzelzeitfahren und Mannschaftszeitfahren, wobei er sich im Einzelzeitfahren dem Niederländer Tom Dumoulin und dem Slowenen Primož Roglič geschlagen geben musste. Bereits im November desselben Jahres gab er seinen Start beim Giro d’Italia 2018 bekannt, wo er seinen dritten Grand Tour-Sieg in Folge anstrebte. Noch während den andauernden Doping-Untersuchungen bestritt Chris Froome im Frühjahr 2018 die Andalusien-Rundfahrt, Tirreno–Adriatico und die Tour of the Alps. Wie im Vorjahr konnte er jedoch zunächst keinen Erfolg einfahren. Auch beim Giro d’Italia konnte er zunächst nicht überzeugen und verlor im Auftaktzeitfahren von Jerusalem 37 Sekunden auf Tom Dumoulin, der die Italien-Rundfahrt im Vorjahr gewonnen hatte. Bei der Bergankunft der 9. Etappe verlor er im Schlussanstieg des Gran Sasso mehr als eine Minute auf den Tagessieger Simon Yates, der zugleich die Gesamtwertung anführte. Nach 13 gefahrenen Etappen lag Chris Froome als Gesamtzwölfter bereits mehr als drei Minuten zurück, ehe er die erste Bergankunft in den Alpen auf dem Monte Zoncolan gewann. Tags drauf fiel er jedoch erneut zurück und lag zwischenzeitlich fast fünf Minuten hinter Simon Yates, der jedoch auf den abschließenden Etappen einbrach und in der Gesamtwertung weit zurückfiel. Die Entscheidung im Kampf um den Gesamtsieg fiel auf der 19. Etappe, die über den Colle delle Finestre und Sestriere auf den Monte Jafferau führte. Nachdem Simon Yates bereits früh zurückgefallen war, griff Chris Froome 80 Kilometer vor dem Ziel im Schotteranstieg des Colle delle Finestre an und setzte sich als Solist von den restlichen Fahrern ab. Im Anschluss fuhr er einen Vorsprung von mehr als drei Minuten heraus und übernahm die Maglia Rosa zwei Tage vor dem Ende der Rundfahrt. Tags drauf verteidigte er seinen Vorsprung von 40 Sekunden gegenüber Tom Dumoulin und fuhr schlussendlich als Sieger in Rom ein. Sein erster Gesamtsieg beim Giro d’Italia war zugleich sein dritter Grand-Tour-Sieg in Folge, womit er alle drei großen Landesrundfahrten saisonübergreifend innerhalb von einem Jahr gewonnen hatte. Dies war zuvor nur Eddy Merckx und Bernard Hinault gelungen.

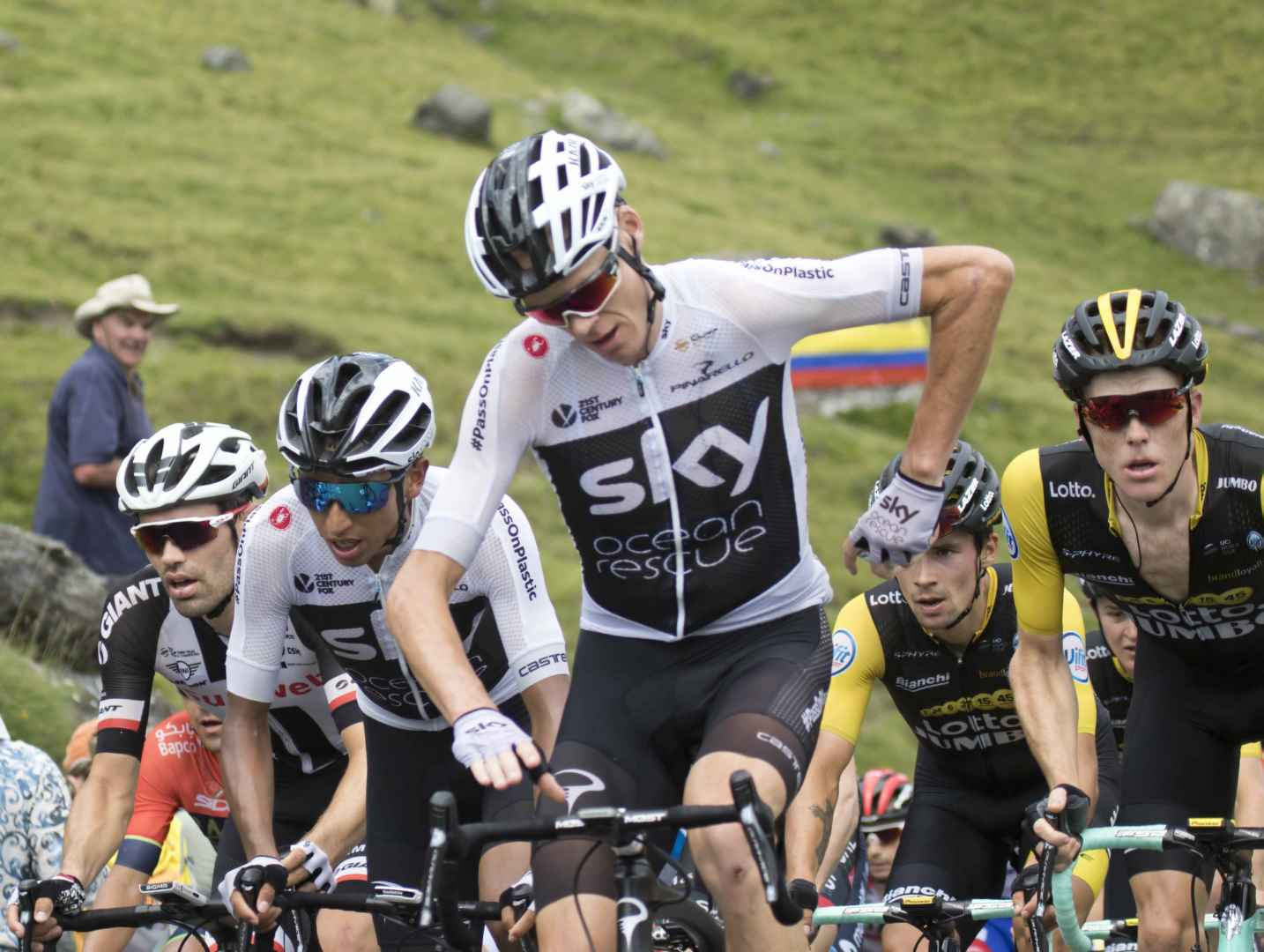
Chris Froome (Tour de France 2018)

Nach dem Giro d’Italia bestritt Chris Froome für längere Zeit keine Rennen und stieg erst bei der Tour de France 2018 wieder ins Renngeschehen ein. Diesmal musste er sich die Kapitänsrolle jedoch mit Geraint Thomas teilen, der zuvor das Critérium du Dauphiné gewonnen hatte. Bereits auf der 1. Etappe verlor Chris Froome wegen eines Sturzes 51 Sekunden auf die anderen Gesamtklassement-Fahrer, ehe er auch bei der Zielankunft auf der Mûr-de-Bretagne ein paar Sekunden einbüßte. Die erste Bergankunft fand im Rahmen der 11. Etappe statt und führte zum Skiort La Rosière, wobei sich Geraint Thomas als stärkster Fahrer erwies und neben dem Etappensieg auch das Gelbe Trikot holte. Chris Froome beendete die Etappe hinter Tom Dumoulin als Dritter und rückte zugleich auf den zweiten Gesamtrang vor. Tags drauf gewann Geraint Thomas auch die Bergankunft in Alpe d’Huez und baute seinen Vorsprung in der Gesamtwertung weiter aus. Dennoch betonte er das Froome nach wie vor der Kapitän der Mannschaft sei, wenngleich er bereits eineinhalb Minuten zurücklag. Die Entscheidung fiel schlussendlich in den Pyrenäen, als Chris Froome auf der 17. Etappe im Schlussanstieg des Col de Portet zurückfiel und etwa eine Minute auf seinen Teamkollegen verlor. Im Abschlusszeitfahren verdrängte Chris Froome den Slowenen Primož Roglič vom finalen Podium und fuhr hinter Geraint Thomas und Tom Dumoulin als Gesamtdritter in Paris ein. Sein Rückstand auf den siegreichen Waliser betrug letztlich zwei Minuten und 24 Sekunden.

### Sturz und Comeback
Nach den Strapazen der vorangegangenen Monaten konzentrierte sich Chris Froome im Jahr 2019 wieder ganz auf die Tour de France, wo er im Falle eines fünften Sieges mit den Rekordhaltern Jacques Anquetil, Eddy Merckx, Bernard Hinault und Miguel Indurain gleichziehen konnte. Wie bereits in den beiden vorangegangenen Jahren konnte er im Frühjahr jedoch nicht überzeugen, ehe er das Critérium du Dauphiné als letztes Vorbereitungsrennen bestritt. Am 12. Juni kam er im Vorfeld der 4. Etappe schwer zu Sturz, als er gemeinsam mit seinem Teamkollegen Wout Poels die Strecke des anstehenden Einzelzeitfahrens besichtigte. Der Sturz ereignete sich in einer Abfahrt nahe Roanne als Chris Froome die Hände vom Lenker nahm, um sich die Nase zu putzen. Als er von einer plötzlichen Windböe erfasst wurde, verlor bei mehr als 60 Stundenkilometern die Kontrolle über sein Rad und prallte frontal gegen eine Steinwand. Bei dem Sturz zog sich der bereits 34-jährige Brite mehrere schwere Verletzungen zu und brach sich den Oberschenkel, das, Becken, den Ellenbogen und mehrere Rippen. Nach dem Eintreffen der Rettung wurde Froome zunächst in Roanne behandelt, ehe er mit dem Helikopter ins Universitätsklinikum von Saint-Étienne überstellt wurde. Nach einer achtstündigen Operation blieb er für mehrere Tage auf der Intensivstation, ehe er das Krankenhaus nach 22 Tagen verlassen konnte. Aufgrund seiner schweren Verletzungen verpasste Froome die restlichen Rennen der Saison 2019. In seiner Abwesenheit führten Geraint Thomas und Egan Bernal die britische Mannschaft an, wobei letzterer im Alter von nur 22 Jahren als erster Südamerikaner die Tour de France gewann.
Am 3. August veröffentlichte Chris Froome eine Videobotschaft, in der er erstmals über den Sturz beim Critérium du Dauphiné sprach. Wie er später erklärte, musste er zunächst das Gehen wiedererlernen, da sein Oberschenkel an zwei Stellen gebrochen war. Weiters konnte er sein Bein über Monate hinweg nur leicht belasten. Ende Juli teilte er ein Video auf Twitter, das ihn bei seinen ersten Trainingseinheiten auf dem Indoor-Trainer zeigte. Im September kündigte Chris Froome seinen Start beim Saitama Criterium an, den er später jedoch absagen musste. Am 17. Januar 2020 bestätigte Froome, das er die volle Trainingsfreigabe erhalten hatte und gab die Tour de France 2020 als großes Ziel aus.
Im Jahr 2020 kehrte Chris Froome im Alter von 34 Jahren bei der UAE Tour ins Renngeschehen zurück und beendete das Rennen auf dem 71. Gesamtrang. Aufgrund der COVID-19-Pandemie wurden im Anschluss mehrere Rennen verschoben oder abgesagt. Am 9. Juli wurde bekanntgegeben, das Froome das Team Ineos (zuvor Team Sky) nach zehn Jahren verlassen würde, da er keine Vertragsverlängerung erhalten hatte. Noch am selben Tag machte er seinen Wechsel zum UCI WorldTeam Israel Start-Up Nation öffentlich, für das er einen Mehrjahresvertrag mit Kapitänsrolle unterschrieben hatte. Für das Team Ineos bestritt er bis zum Ende der Saison noch die La Route d’Occitanie, die Tour de l’Ain, das Critérium du Dauphiné, Tirreno–Adriatico, Lüttich–Bastogne–Lüttich und die Vuelta a España, bei der er sich in die Dienste von Richard Carapaz stellte. Für die Tour de France wurde er in seiner Abschiedssaison nicht nominiert.

### Karriereende bei Israel Start-Up Nation

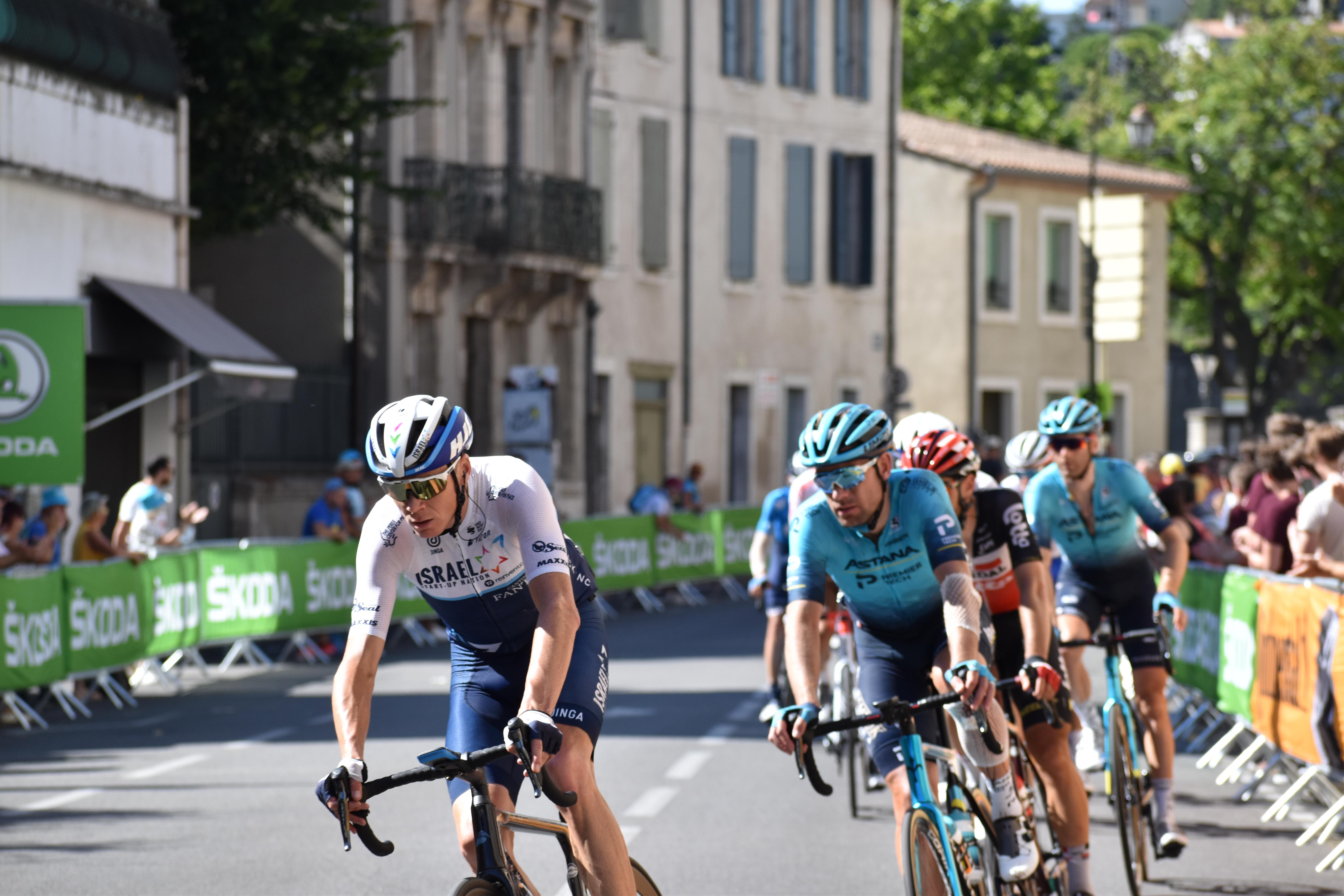
Im Jahr 2021 kehrt Chris Froome (links) im Trikot des Team Israel Start-Up Nation zur Tour de France zurück

In Vorbereitung auf die Saison 2021 verbrachte Chris Froome mehrere Wochen in Kalifornien. Nachdem die Vuelta a San Juan aufgrund der COVID-19-Pandemie abgesagt worden war, gab er sein Debüt für Israel Start-Up Nation-Mannschfat bei der UAE Tour, die er auf dem 47. Gesamtrang beendete. Im Juni wurde Froomes Selektion für die Tour de France bekanntgegeben, wobei die Kapitänsrolle dem Kanadier Michael Woods zugeteilt wurde. Bereits auf der 1. Etappe wurde Chris Froome in einen Massensturz verwickelt und verlor 14 Minuten in der Gesamtwertung. Trotz seiner Verletzungen erreichte der 36-jährige das Ziel in Paris und belegte schlussendlich den 133. Gesamtrang. Aufgrund seiner Leistungen sah sich Froome jedoch mit teils heftiger Kritik konfrontiert, wobei sein Landsmann Mark Cavendish meinte, dass man den vierfachen Tour-de-France-Sieger nicht abschrieben sollte. Cavendish selbst hatte in jenem Jahr nach zwei sieglosen Jahren im Alter von 36 Jahren vier Etappen und die Punktewertung der Tour de France gewonnen.
Auch im Jahr 2022 blieb Chris Froome hinter seinen früheren Leistungen zurück, wenngleich er mit Platz elf bei der anspruchsvollen Mercan’Tour Classic Alpes-Maritimes ein kleines Ausrufezeichen setzte. Bei der Tour de France war er erneut nicht in der Lage, ins Gesamtklassement einzugreifen, und ging daher auf der 12. Etappe in die Ausreißergruppe. Der Abschnitt führte damals über den Col du Galibier und Col de la Croix de Fer nach Alpe d’Huez, wo Chris Froome das Ziel als Dritter hinter Thomas Pidcock und Louis Meintjes erreichte. Im Vorfeld der 18. Etappe verließ Froome die Frankreich-Rundfahrt aufgrund einer COVID-19-Infektion, ehe er am Ende der Saison den 113. Gesamtrang bei der Vuelta a España belegte.
In den nachfolgenden Jahren blieb Chris Froome ohne nennenswerte Resultate. Weiters wurde er für keine weitere Grand Tour nominiert und erhielt nur noch sporadisch Einsätze bei den Rennen der UCI WorldTour. Im Jahr 2023 äußerte sich Sylvan Adams, der Besitzer der Israel-Premier Tech Mannschaft, erstmals kritisch über Chris Froome und meinte, dass dieser sein Geld nicht wert sei. Seit seinem Wechsel im Jahr 2021 soll Froome jährlich rund fünf Millionen Euro pro Jahr verdient haben. Der 38-jährige Brite hingegen meinte, dass er seinen bis 2025 gültigen Vertrag erfüllen würde und stellte zudem eine Verlängerung seiner Karriere in Aussicht. Zu Beginn der Saison 2025 zog sich Chris Froome bei der UAE Tour einen Schlüsselbeinbruch zu.
Froome kündigte das Ende der Radsportkarriere als Aktiver für 2025 an. Zudem gab er an, dass er nach seiner Karriere eine Radsport-Akademie in seinem Heimatland Kenia gründen möchte.

## Erkrankung und Dopingbeschuldigungen
2010 wurde bei Froome die sehr schwächende Tropenkrankheit Bilharziose diagnostiziert. Seit diesem Zeitpunkt wird er mit speziellen Medikamenten behandelt. Skeptiker sehen darin Parallelen zum wegen Dopings gesperrten Lance Armstrong, der aufgrund seiner Krebserkrankung eine Ausnahmegenehmigung für bestimmte Therapien besaß.
Auf der 14. Etappe der Tour de France 2015 wurde er durch einen Zuschauer mit einem Becher Urin bespritzt, was Froome auch auf kritische Kommentare französischer Journalisten, unter anderem des ehemaligen Profis Laurent Jalabert, zurückführte. Der Sportjournalist David Walsh, der maßgeblich an der Aufdeckung des Dopingprogramms von Lance Armstrong und dessen US-Postal-Team beteiligt war, schätzt Froome allerdings als sauber ein, unter anderem weil es bei ihm im Gegensatz zu Armstrong zum gleichen Karrierezeitpunkt keine Anhaltspunkte für Dopingpraktiken gibt.
Im Dezember 2017 wurde bekannt, dass Froome während der Vuelta 2017 eine Dopingprobe abgegeben hatte, bei der der Grenzwert für die Substanz Salbutamol überschritten war. Dies ergaben gemeinsame Recherchen von Guardian und Le Monde; der Radsportweltverband UCI bestätigte das Resultat des Tests. Froome erklärte, es sei allseits bekannt, dass er an Asthma leide. Dieses habe sich während der Vuelta verschlimmert, weshalb er auf Anraten des Teamarztes die Dosis Salbutamol erhöht habe. Dabei habe er jedoch sorgfältig darauf geachtet, die zulässige Dosis nicht zu überschreiten. Der Grenzwert der Welt-Anti-Doping-Agentur (WADA) für Salbutamol liegt bei 1000 Nanogramm pro Milliliter (ng/ml). Bei Froome wurde eine Konzentration von 2000 ng/ml nachgewiesen.
Die Amaury Sport Organisation untersagte Froome aufgrund eines nicht abgeschlossenen Dopingverfahrens zunächst die Teilnahme an der Tour de France 2018. Sein Team Sky rief hiergegen das Schiedsgericht des Französischen Olympischen Komitees an. Als der Weltradsportverband Union Cycliste Internationale unmittelbar darauf keine Sperre gegen Froome beantragte, erklärte der Vertreter der Tour-Organisation Christian Prudhomme das Startverbot für nichtig. Die Erklärungen von Froome, seinem Team Sky und der WADA wurden weiter kritisch gesehen. So teilte die WADA nun mit, der Salbutamol-Test sei fehleranfällig, obwohl vorher Fahrer wegen genau dieses Testes verurteilt worden waren. Bei der Vorstellung des Teams vor Tourbeginn wurde Froome vom Publikum ausgebuht und niedergepfiffen.

## Ehrungen
Im Jahr 2013 wurde Chris Froome mit dem Vélo d’Or ausgezeichnet. 2015 und 2017 erhielt er diese Auszeichnung erneut, 2016 belegte er Rang zwei hinter Peter Sagan.
Nach seinen ersten beiden Tour-de-France-Siegen wurde Froome 2016 mit dem Verdienstorden Order of the British Empire ausgezeichnet.

## Erfolge
2007
- eine Etappe Giro delle Regioni
- eine Etappe Tour of Japan
- B-Weltmeisterschaften – Einzelzeitfahren
- Panafrikanische Spiele – Straßenrennen

2009
- Giro del Capo Race 2

2011
- Gesamtwertung und eine Etappe Vuelta a España

2012
- eine Etappe Tour de France
- Olympische Spiele – Einzelzeitfahren

2013
- Gesamtwertung, eine Etappe und Punktewertung Tour of Oman
- eine Etappe Tirreno–Adriatico
- Gesamtwertung und eine Etappe Critérium International
- Gesamtwertung und Prolog Tour de Romandie
- Gesamtwertung und eine Etappe Critérium du Dauphiné
- Gesamtwertung und drei Etappen Tour de France
- Weltmeisterschaft – Mannschaftszeitfahren

2014
- Gesamtwertung und eine Etappe Tour of Oman
- eine Etappe Tirreno–Adriatico
- Gesamtwertung und eine Etappe Tour de Romandie
- zwei Etappen und Punktewertung Critérium du Dauphiné

2015
- Gesamtwertung, eine Etappe und Punktewertung Vuelta a Andalucía
- Mannschaftszeitfahren Tour de Romandie
- Gesamtwertung und zwei Etappen Critérium du Dauphiné
- Gesamtwertung, eine Etappe und  Bergwertung Tour de France

2016
- Gesamtwertung, eine Etappe und Bergwertung Herald Sun Tour
- eine Etappe Tour de Romandie
- Gesamtwertung und eine Etappe Critérium du Dauphiné
- Gesamtwertung und zwei Etappen Tour de France
- Olympische Spiele – Einzelzeitfahren
- zwei Etappen und Mannschaftszeitfahren Vuelta a España

2017
- Gesamtwertung Tour de France
- Gesamtwertung, zwei Etappen,  Punktewertung und  Kombinationswertung Vuelta a España
- Weltmeisterschaft – Mannschaftszeitfahren
- Weltmeisterschaft – Einzelzeitfahren

2018
- Gesamtwertung, zwei Etappen und  Bergwertung Giro d’Italia

## Wichtige Platzierungen
| Grand Tour            | 2008 | 2009 | 2010 | 2011 | 2012 | 2013 | 2014 | 2015 | 2016 | 2017 | 2018 | 2019 | 2020 | 2021 | 2022 | 2023 | 2024 | 2025 |
| --------------------- | ---- | ---- | ---- | ---- | ---- | ---- | ---- | ---- | ---- | ---- | ---- | ---- | ---- | ---- | ---- | ---- | ---- | ---- |
| Giro d’ItaliaGiro     | –    | 36   | DSQ  | –    | –    | –    | –    | –    | –    | –    | 1    | –    | –    | –    | –    | –    | –    |      |
| Tour de FranceTour    | 84   | –    | –    | –    | 2    | 1    | DNF  | 1    | 1    | 1    | 3    | –    | –    | 133  | DNF  | –    | –    |      |
| Vuelta a EspañaVuelta | –    | –    | –    | 1    | 4    | –    | 2    | DNF  | 2    | 1    | –    | –    | 98   | –    | 114  | –    | –    |      |

| Weltmeisterschaft        | 2008 | 2009 | 2010 | 2011 | 2012 | 2013 | 2014 | 2015 | 2016 | 2017 | 2018 | 2019 | 2020 | 2021 | 2022 | 2023 | 2024 | 2025 |
| ------------------------ | ---- | ---- | ---- | ---- | ---- | ---- | ---- | ---- | ---- | ---- | ---- | ---- | ---- | ---- | ---- | ---- | ---- | ---- |
| StraßenrennenStraße      | –    | DNF  | –    | DNF  | DNF  | DNF  | DNF  | –    | –    | –    | –    | –    | –    | –    | –    | –    | –    | –    |
| EinzelzeitfahrenEZF      | –    | 18   | –    | –    | –    | –    | –    | –    | –    | 3    | –    | –    | –    | –    | –    | –    | –    | –    |
| MannschaftszeitfahrenMZF | –    | –    | –    | –    | –    | 3    | –    | –    | –    | 3    | –    | –    | –    | –    | –    | –    | –    | –    |